# Borsukov vrch
Borsukov vrch je přírodní rezervace, která se rozprostírá ve vrcholových částech Bukovských vrchů v oblasti stejnojmenného vrchu v Národním parku Poloniny. Propojuje dvě stávající márodní přírodní rezervace - Stužica a Jarabú skálu. Je součástí jadrového území lokality Stužica - Bukovské vrchy, která je zapsána v seznamu Světového přírodního dědictví UNESCO v kategorii Karpatské bukové pralesy a staré bukové lesy Německa.
Přírodní rezervace se nachází v katastrálních územích obcí Nová Sedlica a Zboj v okrese Snina. Byla vyhlášena v roce 2015. Zabírá plochu 146,7928 ha. O její vyhlášení se zasloužilo Lesoochranárske zoskupenie VLK. V území platí bezzásahový režim s nejvyšším 5. stupněm ochrany.
Území přírodní rezervace se překrývá s územím evropského významu SKUEV0229 Bukovské vrchy soustavy Natura 2000  a zároveň s chráněným ptačím územím Bukovské vrchy. Od roku 1999 je zmíněné území přírodní rezervace součástí jádrové zóny třístranné mezinárodní biosférické rezervace Východní Karpaty.

## Předmět ochrany
Předmětem ochrany jsou biotopy evropského významu. Bukové a jedlově-bukové květnaté lesy, javorovo-bukové horské lesy a lipovo-javorové suťové lesy, jakož i druhy evropského významu kuňka žlutobřichá (Bombina variegata), čolek karpatský (Triturus montandoni), jeřábek lesní (Bonasa bonasia), strakapoud bělohřbetý (Dendrocopos leucotos), datel černý (Dryocopus martius), lejsek malý (Ficedula parva), lejsek bělokrký (Ficedula albicollis), včelojed lesní (Pernis apivorus), žluna šedá (Picus canus), puštík bělavý (Strix uralensis), Myšivka horská (Sicista betulina ), zubr evropský (Bison bonasus), vlk obecný (Canis lupus), rys ostrovid (Lynx lynx), medvěd hnědý (Ursus arctos) a tesařík alpský (Rosalia alpina).

## UNESCO
Karpatské bukové pralesy, jejichž součástí je i přírodní rezervace Borsukov vrch, jsou přeshraničním světovým dědictvím. Tvoří je čtyři lokality na severovýchodě Slovenska (Havešová, Rožok, Stužica - Bukovské vrchy, Vihorlatský prales) a dalších šest na území Ukrajiny. Do seznamu Světového přírodního dědictví UNESCO je zapsali v roce 2007. Tento seznam se v roce 2011 rozšířil o dalších pět lokalit na území Německa. Území zabírají rozlohu 29.278 hektarů na Slovensku a Ukrajině a 4391 hektarů v Německu. Od zmíněného roku vystupují pod společným názvem Karpatské bukové pralesy a staré bukové lesy Německa (anglicky Primeval Beech Forests of the Carpathians and the Ancient Beech Forests of Germany)

## fotogalerie

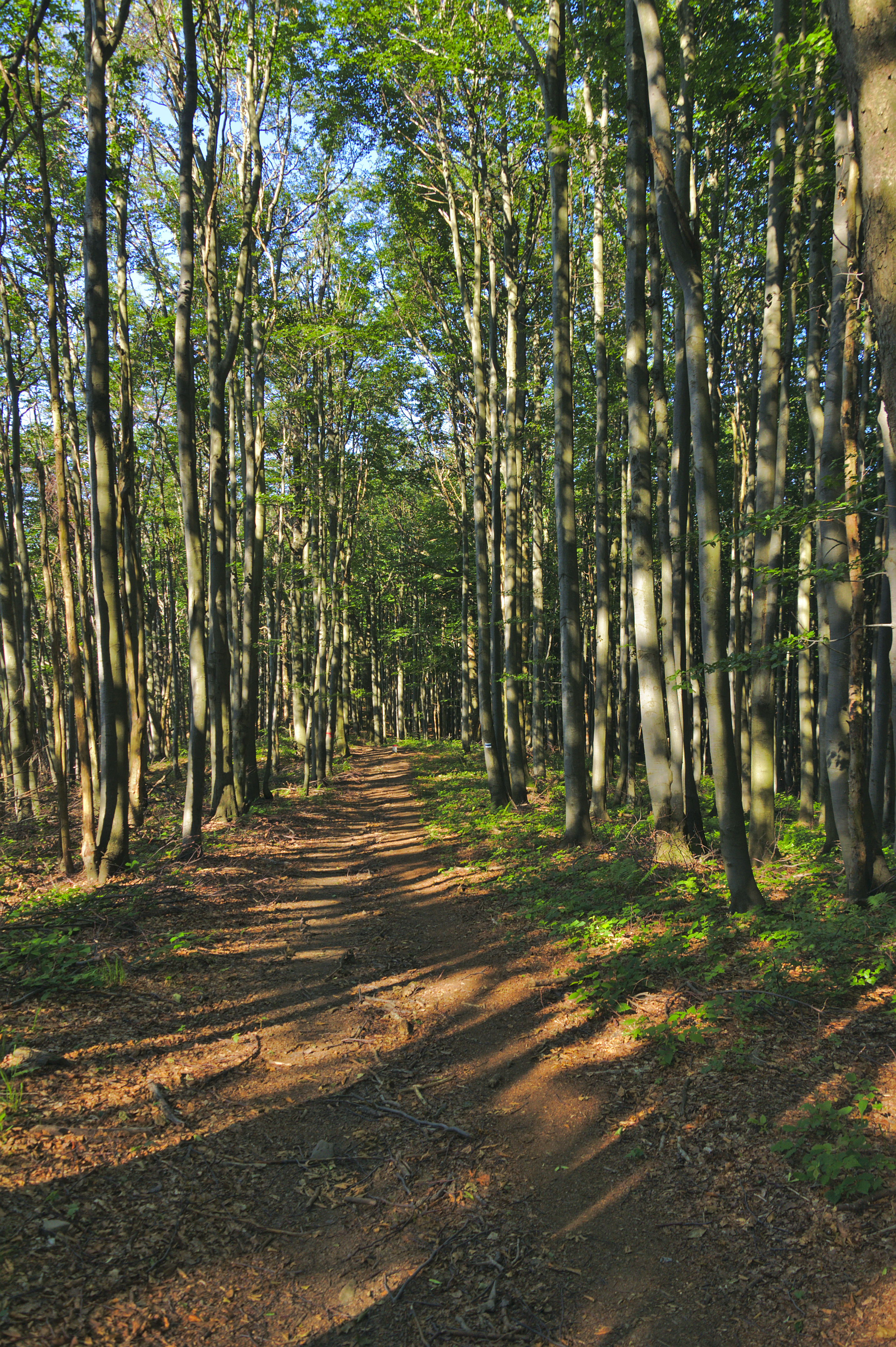
Zmlazený lesní porost
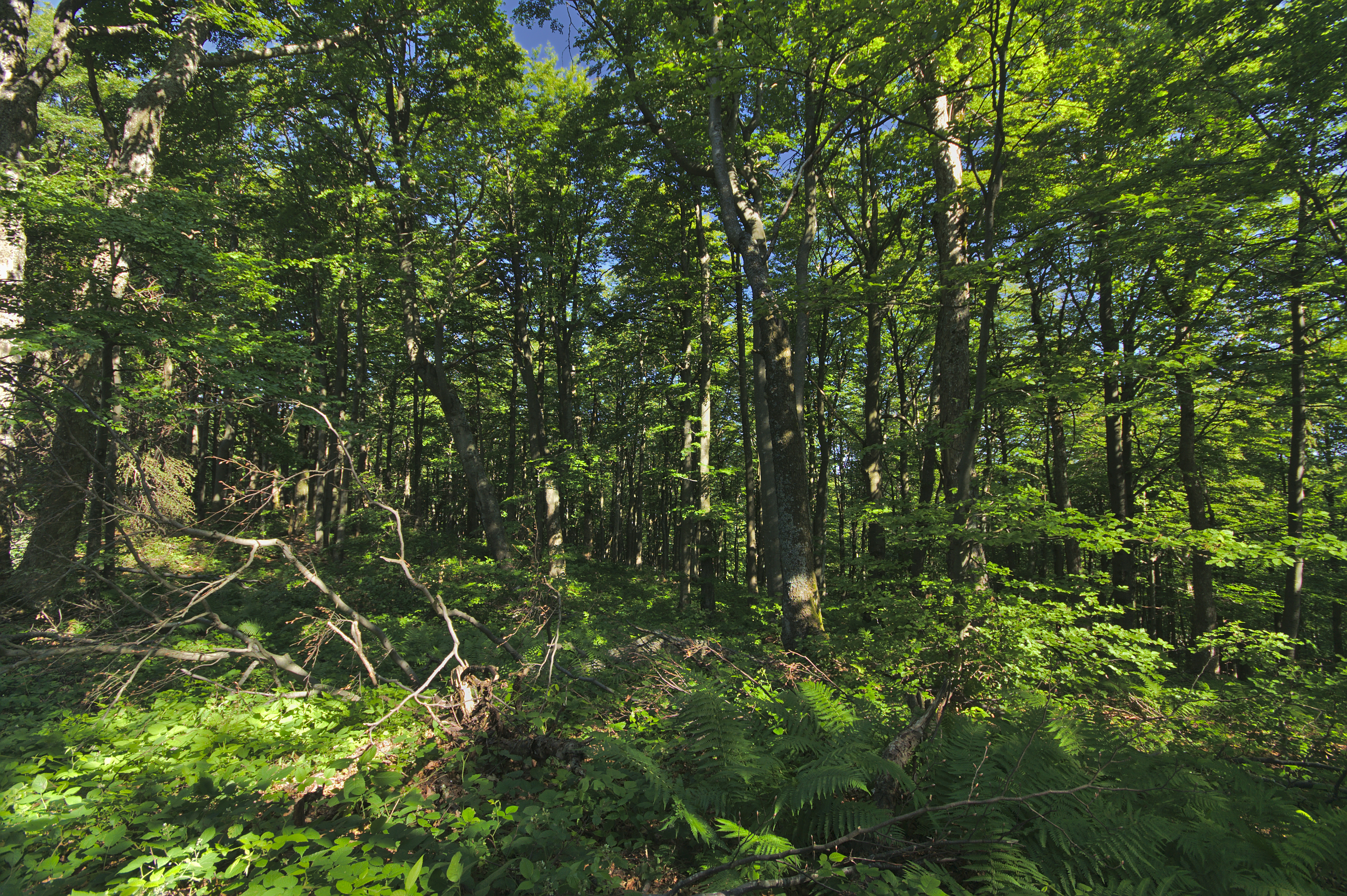
Přirozená obnova lesa
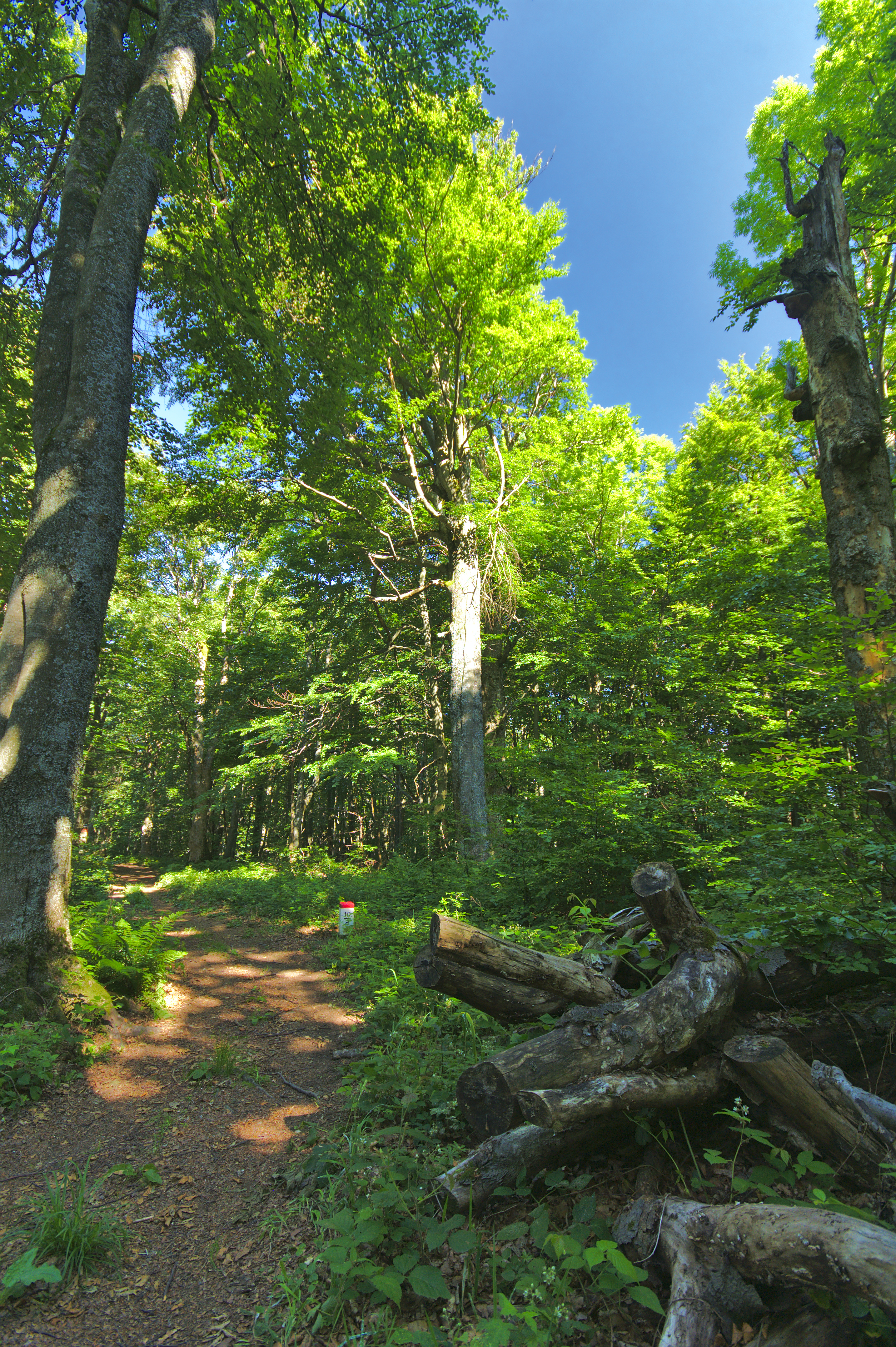
odumřelé dřevo
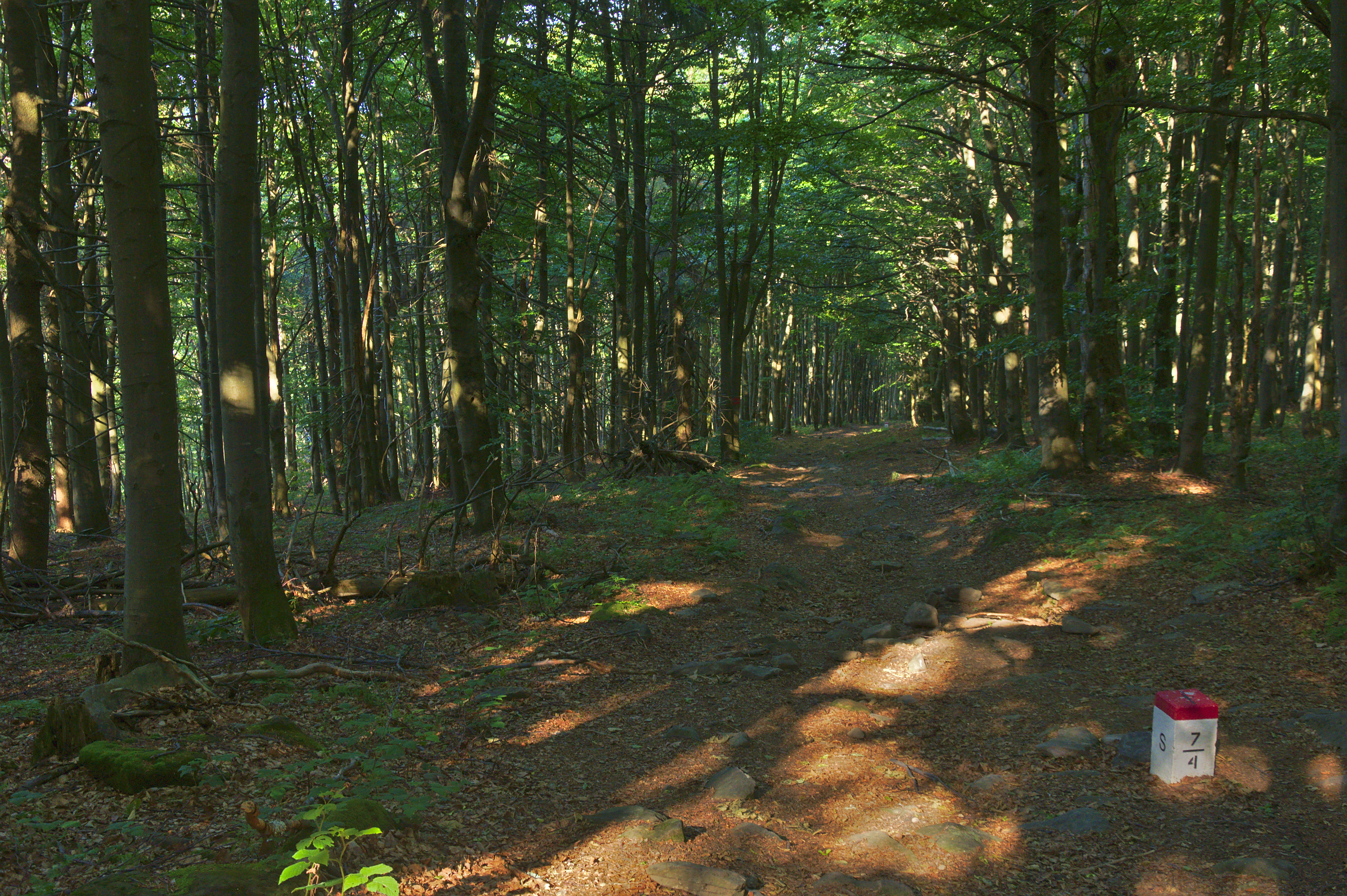
státní hranice
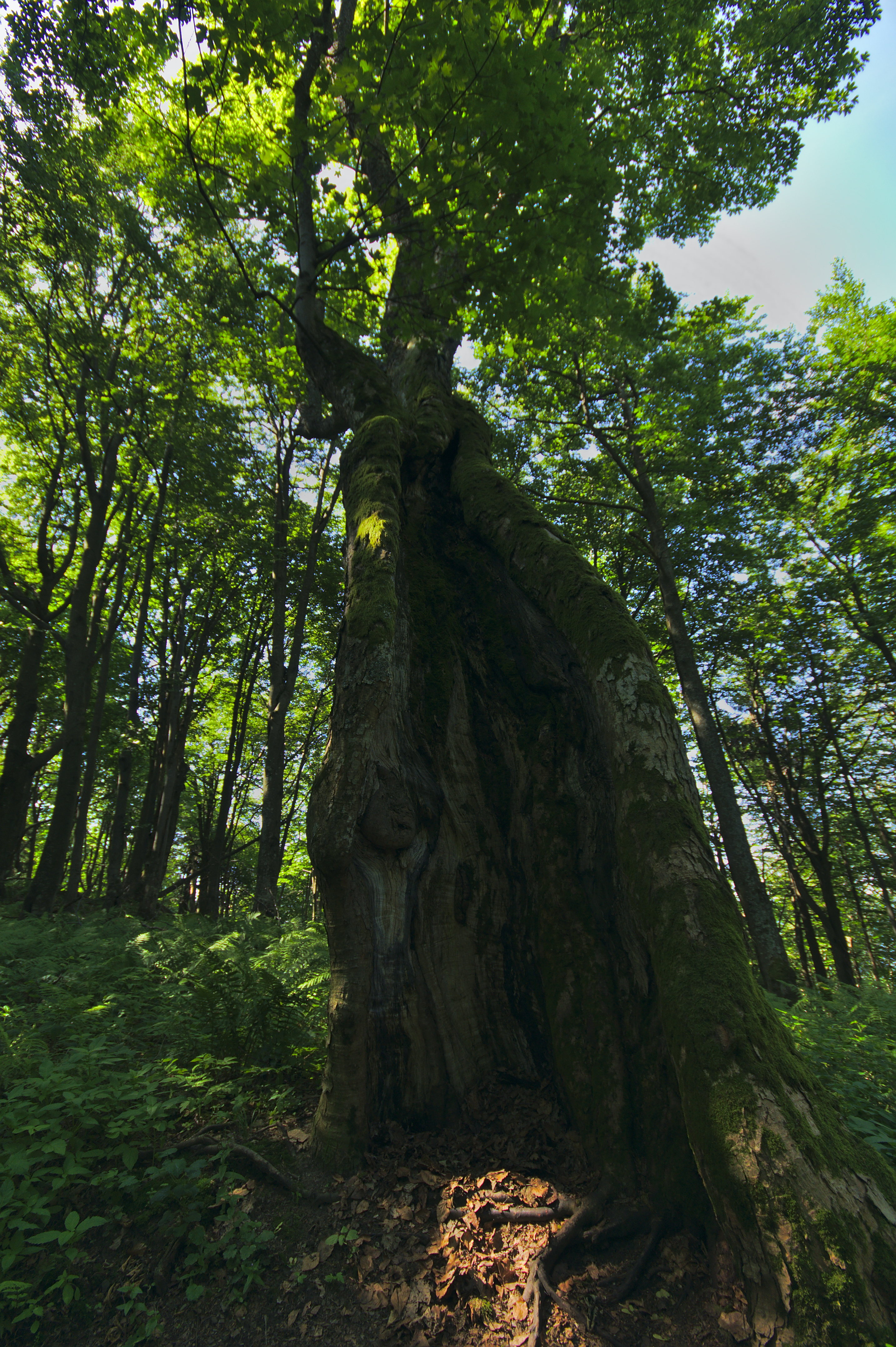
urostlý strom
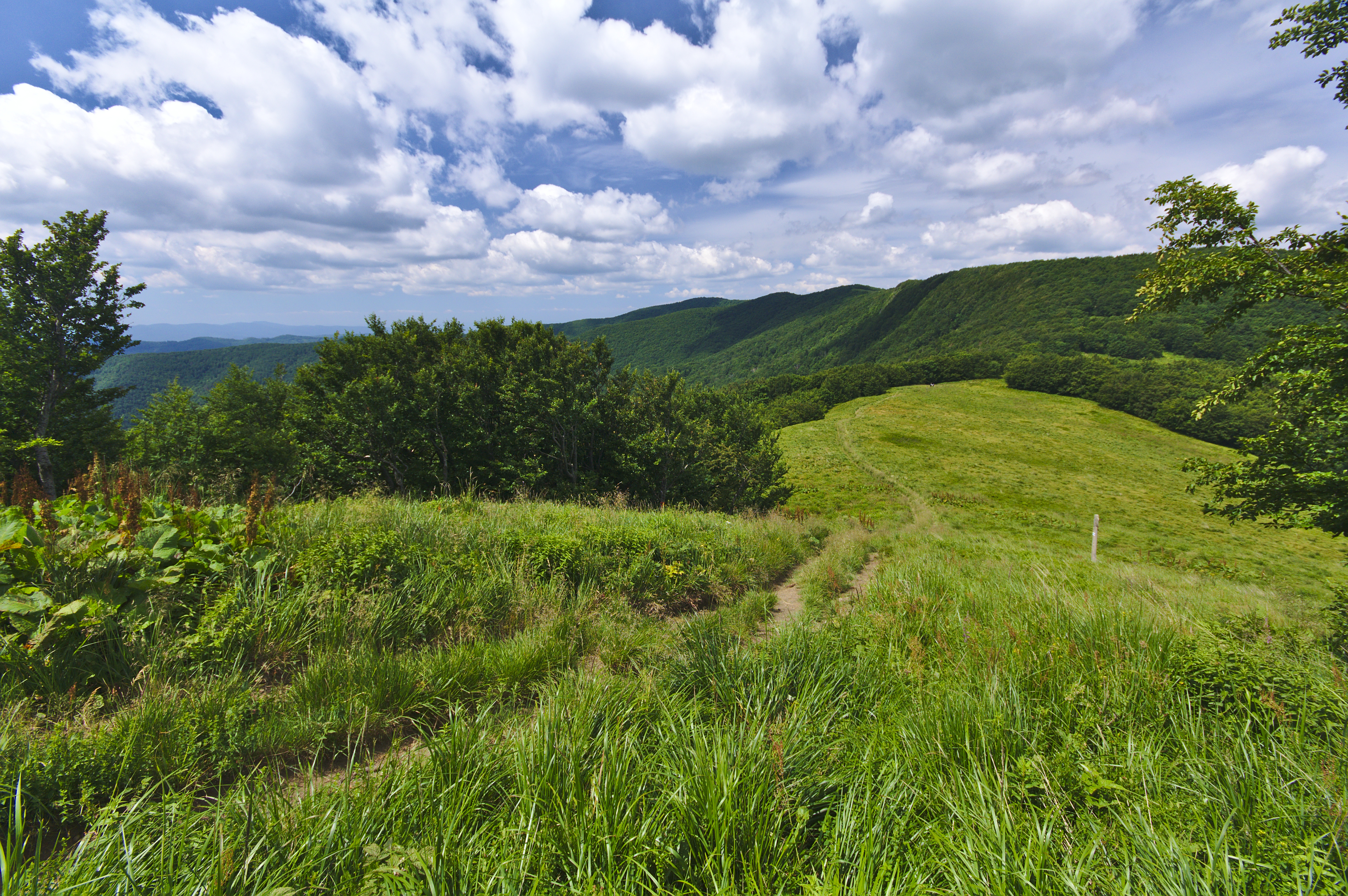
Louka s výhledem na Jarabú skálu
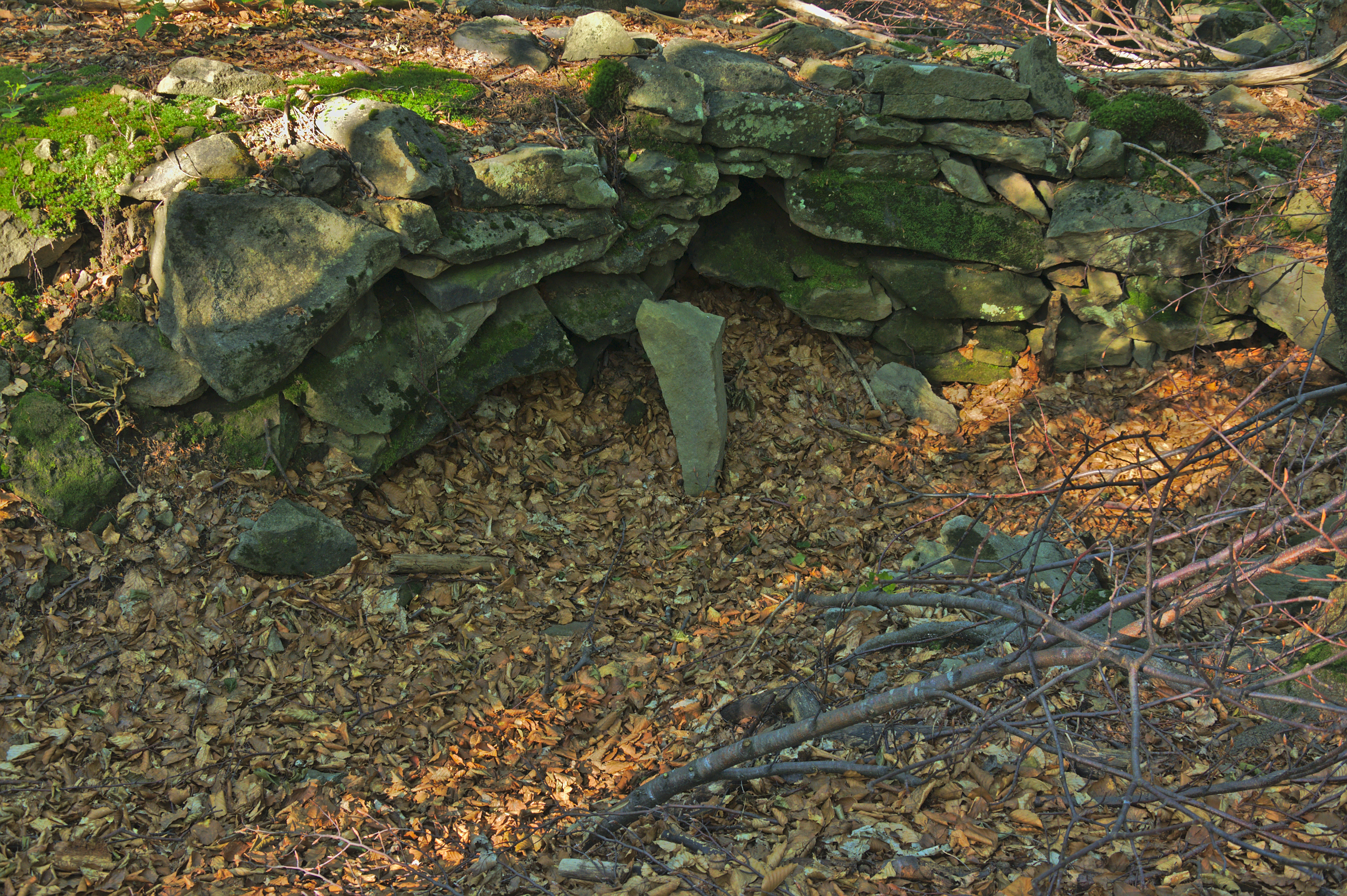
Zákop v sedle pod Čierťažou